# Jag Sahota
Jagdeep Kaur Sahota, née en 1978 à Calgary, est une avocate et femme politique canadienne. Elle est députée de la circonscription de Calgary Skyview de 2019 à 2021 en tant que membre du Parti conservateur du Canada.

## Biographie
Née en 1978 à Calgary, Jag Sahota est élue députée à la Chambre des communes du Canada lors des élections fédérales canadiennes de 2019 dans la circonscription de Calgary Skyview sous la bannière du Parti conservateur du Canada. Elle est défaite aux élections fédérales de 2021, perdant face à George Chahal du Parti libéral.